# Justizielles Netzwerk der Europäischen Union
Das Justizielle Netzwerk der Europäischen Union (JNEU) (französisch: Réseau judiciaire de l’Union européenne - RJUE; englisch: Judicial network of the EU; italienisch: Rete giudiziaria dell’Unione europea) ist eine Datenbank, die vom Gerichtshof der Europäischen Union (EuGH) unterhalten wird.

## Zweck
Das JNEU soll den Austausch zwischen den nationalen Gerichten ("Mitgliedsgerichte") und dem EuGH über deren Rechtsprechung fördern. Dazu erfolgt die Veröffentlichung von Informationen über ihre Rechtsprechung zum Recht der Europäischen Union, zu Vorlageverfahren der nationalen Gerichte an den EuGH sowie zu wissenschaftlichen Vorarbeiten und Dokumentationen in einem "geschlossenen Portal". Der Zugang ist auf die teilnehmenden Gerichte beschränkt. In Deutschland beteiligen sich das Bundesverfassungsgericht sowie die fünf obersten Bundesgerichte, nämlich der Bundesgerichtshof, das Bundesverwaltungsgericht, der Bundesfinanzhof, das Bundesarbeitsgericht und das Bundessozialgericht, an dem Netzwerk.
Auf den der Öffentlichkeit im Internet zugänglichen Entscheidungen des Bundesgerichtshofs wird, soweit des sich um mit einem gerichtlichen Leitsatz versehene Entscheidungen ("Leitsatzentscheidungen") handelt, die Einstellung in dieses Netzwerk seit 2024 im Eingang (neben BGHZ, BGHSt, BGHR und – gerichtsinternes – Nachschlagewerk) vermerkt.

## Geschichte
Das Netzwerk wurde auf Initiative des Präsidenten des EuGH und der Präsidenten der Verfassungsgerichte und obersten Gerichte der Mitgliedstaaten am 27. März 2017 anlässlich des 60. Jahrestags der Unterzeichnung der Römischen Verträge abgehaltenen Richterforums geschaffen.